# Il flauto di Pan
Il flauto di Pan è un dipinto a olio su tela (205x174 cm) realizzato nel 1923 dal pittore spagnolo Pablo Picasso. È conservato nel Musée National Picasso di Parigi.
Il soggetto di questo quadro sono due ragazzi rappresentati vicino ad alcune costruzioni squadrate di colore beige, col mare sullo sfondo. Uno dei due sta suonando il flauto di Pan da cui il quadro deriva il suo titolo.